# Stokstraat (Schorisse)
De Stokstraat is een straatnaam en helling in de Vlaamse Ardennen in Schorisse.

## Wielrennen
De Stokstraat is eenmaal (1971) opgenomen in de Ronde van Vlaanderen, na de Edelareberg en voor de Muur.
Een zijstraat van de Stokstraat is de Steenbeekberg die hier boven komt. Een andere zijstraat is de Heide die hier eveneens naar boven komt. Het Foreest komt iets meer noordelijk omhoog.

## Afbeeldingen

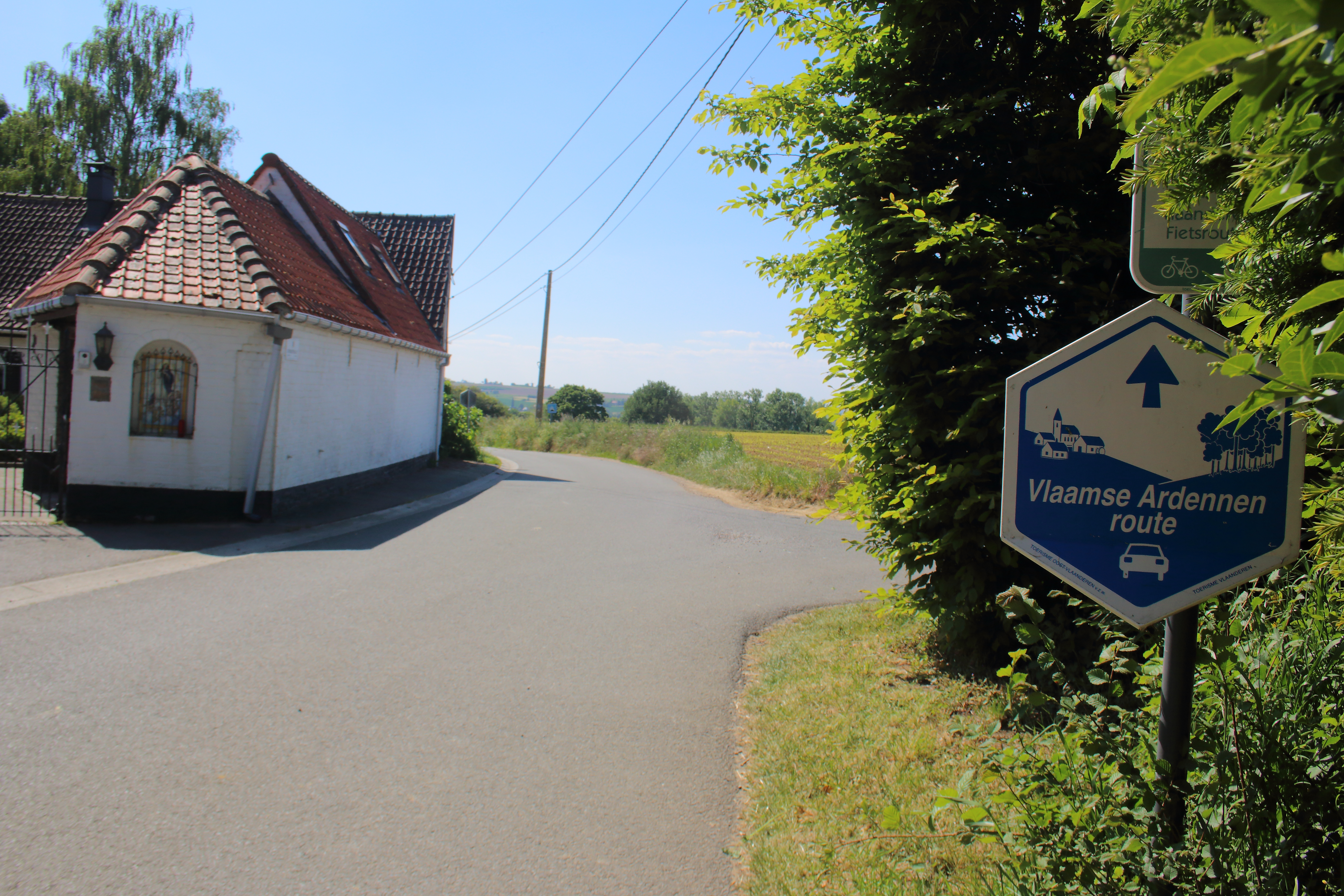
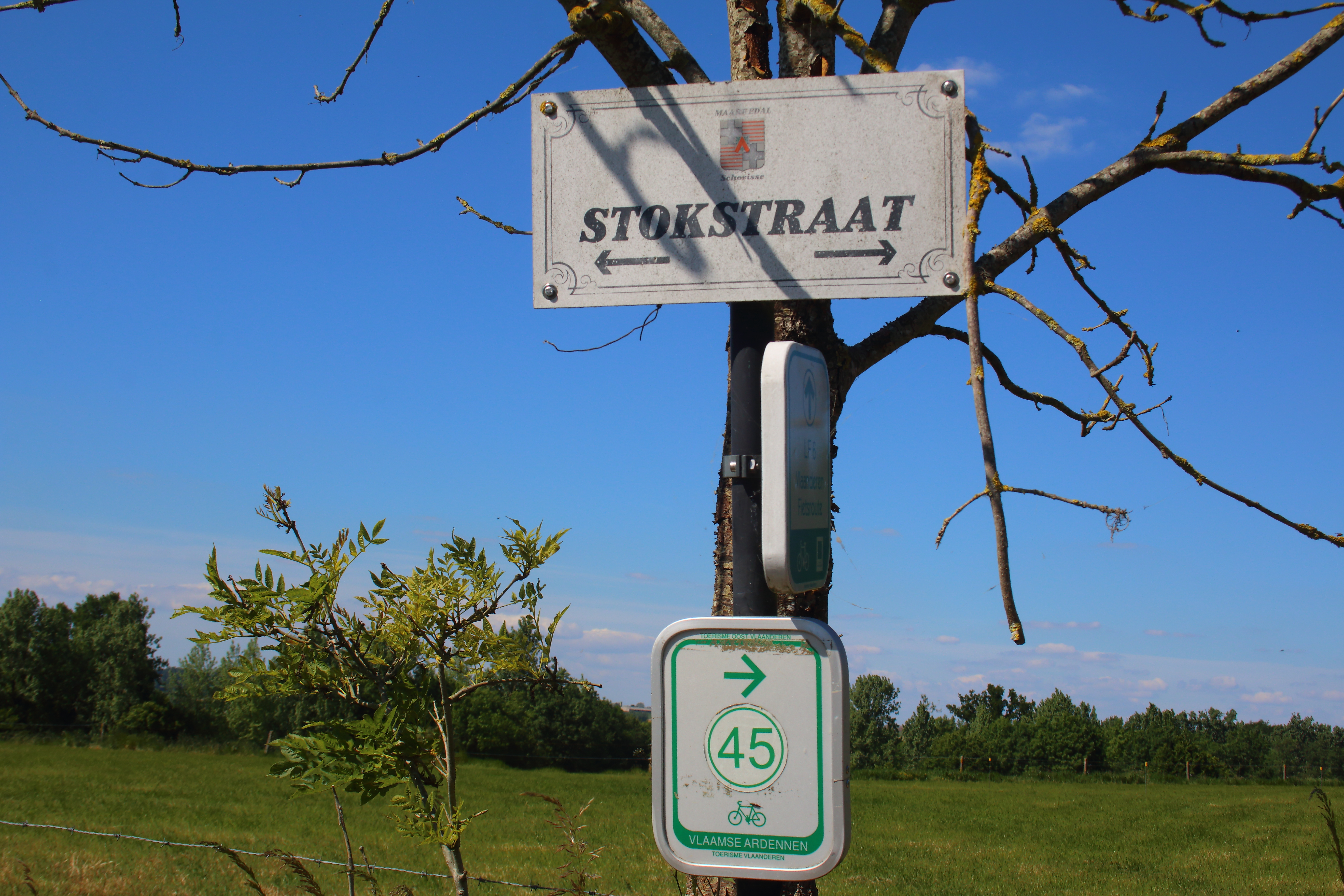